# 奧馬佩里湖
35°21′S 173°47′E / 35.350°S 173.783°E
奧馬佩里湖是新西蘭的湖泊，位於北島北部，由北地大區負責管轄，長5公里，面積14平方公里，集水區面積17平方公里，海拔高度237米，最大水深3米。

## 外部連結
- Restoring the Mauri of Lake Omapere （页面存档备份，存于） - video clip at NZ On Screen